# Gérard Bapt
Gérard Bapt, né le 4 février 1946 à Saint-Étienne, est un homme politique français membre du Parti socialiste et médecin-cardiologue.

## Biographie
Il a été élu député de la Haute-Garonne aux législatives de mars 1978 et réélu jusqu'aux législatives de mars 1993, à l'occasion desquelles il est battu par Robert Huguenard. Il se représente et retrouve son mandat de député en juin 1997 puis est réélu en juin 2002, juin 2007 et juin 2012. Il est battu en 2017.

## Commissions de l'Assemblée nationale
- Membre de la commission des Affaires sociales

## Groupes d'étude de l'Assemblée nationale
- Président du groupe d'étude « Numérique et Santé »
- Président du groupe d'étude « Santé environnementale »
- Vice-président du groupe d'étude « Aéronautique »
- Vice-président du groupe d'étude « Alimentation et Santé »
- Vice-président du groupe d'étude « Dépendance »
- Vice-président du groupe d'étude « Longévité »
- Vice-président du groupe d'étude « Toxicomanie »
- Membre du groupe d'études sur le problème du Tibet[1].

## Groupes d'amitié de l'Assemblée nationale
- Président du groupe d'amitié France-Syrie
- Vice-président du groupe d'amitié France-Liban
- Vice-président du groupe d'amitié France-Iran
- Vice-président du groupe d'amitié France-Oman
- Vice-président du groupe d'amitié France-Macédoine

## Mission d'information
Il est le président de la mission d'information de l'Assemblée nationale sur le Mediator et la pharmacovigilance.

## Club parlementaire
Il est le président fondateur du club Hippocrate, un cercle de réflexion parlementaire sur les questions de santé soutenu par les sociétés Générale de santé, Malakoff Médéric et GSK,.

## Actions
Gérard Bapt a proposé en 2013 la taxation sur les boissons énergisantes.
Fortement impliqué sur la question des perturbateurs endocriniens, il est à l'origine de l'interdiction en France du bisphénol A.
Il a soutenu Irène Frachon dans le dossier du Mediator qu'il a porté.
En avril 2014, il co-signe avec 89 autres parlementaires socialistes le « Contrat pour une nouvelle majorité » qui s'oppose à la politique économique du gouvernement et demande la fin de l'austérité, mais vote la confiance au gouvernement de Manuel Valls quelques jours après, puis à nouveau en août 2014.
En février 2015, alors qu'il fait un voyage préparé comme il se doit en amont avec le ministère des Affaires étrangères, il crée une polémique autour de son voyage en Syrie où on prétend qu'il aurait rencontré le président Bachar el-Assad, un déplacement qui déclenche de vives réactions au sein de la classe politique française, y compris du premier ministre Manuel Valls qui condamne « avec la plus grande vigueur » cette initiative et la qualifie de « faute morale » et de Jean-Christophe Cambadélis qui annonce que des sanctions seront prises contre lui . Les faits sont quelques heures plus tard « oubliés » puisqu'il s'avère que non seulement il n'a pas rencontré le président syrien, mais aussi qu'il défend, au titre de son implication auprès des peuples du Moyen-Orient, le droit d'être un témoin de la situation quand plus personne ne peut s'y rendre.
Il est le premier élu national à s'inquiéter du retard à l'avancement du dossier médical partagé (DMP) et de dénoncer le gâchis de près d'un demi-milliard d'euros de ressources publiques.
En 2016, il est l'auteur de deux amendements importants au sein de la Loi de modernisation de la Santé visant d'une part à déclarer tous les incidents informatiques affectant les patients et d'autre part à assurer la confidentialité des données de santé hébergées pour éviter leur commerce.
Député durant quatre législatures d'affilée de 1978 à 1993 puis durant quatre autres de 1997 à 2017, il est candidat pour une neuvième élection aux élections législatives de 2017 dans la deuxième circonscription de la Haute-Garonne. Bien que le parti socialiste lui ait accordé l'investiture, l'ancien candidat à la présidentielle Benoît Hamon déclare ne pas le soutenir et lui préférer son adversaire écologiste. Gérard Bapt est battu au premier tour des élections législatives, le 11 juin 2017, obtenant 14,38 % des voix.

## Décoration
- Chevalier de la Légion d'honneur (1er janvier 2022)[9]